# Eacles barnesi
Eacles barnesi — вид великих нічних метеликів роду Eacles з родини сатурнієвих, підродини Ceratocampinae, зустрічається в Південній Америці.

## Ареал
Зустрічається у Південній Америці, включаючи Французьку Гвіану, Бразилію та Перу.

## Особливості проживання
Вологі тропічні ліси (сельва) і савана на висоті від 100 до 1000 м над рівнем моря.